# Яковлев, Геннадий Николаевич
Геннадий Николаевич Яковлев  (10 марта 1936 — 14 мая 2007, Москва) — советский и российский математик, доктор физико-математических наук, заслуженный профессор МФТИ. Автор ряда учебных пособий по математике. Лауреат Премии правительства Российской Федерации в области образования (2003).

## Биография
С отличием окончил Саратовский ГУ в 1958 и в этом же году поступил
в аспирантуру МИАН.
В 1962 году защитил в МГУ диссертацию на тему «Граничные свойства функций многих переменных в областях с кусочно-гладкой границей : Прил. к вариационному методу».
С 1968 года принят в штат кафедры высшей математики МФТИ.
В 1974 защитил докторскую диссертацию по теме «Дифференциальные свойства обобщённых решений одного класса квазилинейных эллиптических уравнений в дивергентной форме» (01.01.02).
С 1970 г. по 1989 г. был заместителем заведующего, а с 1989 по 2005 гг. — заведующим кафедрой высшей математики МФТИ.

## Области научных интересов
Г. Н. Яковлев был специалистов в области математического анализа, теории функций, дифференциальных уравнений и уравнений математической физики. В этих областях математики им получены фундаментальные результаты. Он является автором около 150 научных и научно-методических работ, в том числе нескольких учебников и учебных пособий.

## Преподавательская деятельность
В МФТИ Г. Н. Яковлев вёл занятия и читал лекции по математическому анализу, дифференциальным уравнениям, теории вероятностей, дифференциальной геометрии, теории функций комплексного переменного и уравнениям математической физики.
Шесть лет Г. Н. Яковлев был членом Экспертного совета ВАК по педагогике и психологии. Свыше тридцати лет — членом Президиума Научно-методического совета по математике Министерства образования и науки РФ.
Геннадий Николаевич стремился внести посильный вклад в общий подъём математической подготовки в стране (не только в вузах). Он участвовал (в качестве соавтора, а позже — научного редактора) в подготовке целого ряда учебных пособий для средних специальных учебных заведений, пособий по математике для поступающих в вузы, занимался и олимпиадным движением — 30 лет он был председателем Центральной Методической комиссии и председателем жюри Всероссийской олимпиады школьников по математике, а с 1983 по 1993 гг. — председателем Центрального оргкомитета Всероссийской олимпиады школьников по физике, математике, химии, информатике и биологии. С 1984 по 1992 гг. был председателем Международного комитета Международной математической олимпиады школьников.

### Издания под его редакцией
- Алгебра и начала анализа : [Учебник : В 2 ч. / М. И. Каченовский, Ю. М. Колягин, А. Д. Кутасов и др.]; Под ред. Г. Н. Яковлева. — 3-е изд., перераб. — М. : Наука, 1987-. — 21 см.
- Проблемы математики в физических и технических задачах : Междувед. сб. / Моск. физ.-техн. ин-т; [Редкол.: Г. Н. Яковлев (отв. ред.) и др.]. — М. : МФТИ, 1994. — 222 с. : ил.; 21 см; ISBN 5-230-10850-9
- Некоторые проблемы современной математики и их приложения к задачам физики и механики : Междувед. сб. / Моск. физ.-техн. ин-т; [Редкол.: Г. Н. Яковлев (отв. ред.) и др.]. — М. : МФТИ, 1995. — 222 с.; 20 см; ISBN 5-7417-0009-8
- Высшая математика : учеб. для студентов высш. техн. учеб. заведений / [Луканкин Геннадий Лаврович и др.]; под ред. Г. Н. Яковлева. — Изд. 2-е, перераб. и доп. — М. : Высш. шк., 2004. — 583, [1] с. :
- и др.

### Диссертации
- Яковлев, Геннадий Николаевич. Граничные свойства функций многих переменных в областях с кусочно-гладкой границей : Прил. к вариационному методу : Автореферат дис. на соискание ученой степени кандидата физико-математических наук / Моск. гос. ун-т им. М. В. Ломоносова. — Москва : [б. и.], 1962. — 8 с.; 21 см.
- Яковлев, Геннадий Николаевич. Дифференциальные свойства обобщённых решений одного класса квазилинейных эллиптических уравнений в дивергентной форме : диссертация … доктора физико-математических наук : 01.01.02. — Москва, 1973. — 184 с.

## Награды и почётные звания
- учёное звание профессора (1977),
- избран членом-корреспондентом Академии педагогических наук СССР (1989),
- решением учёного совета МФТИ ему присвоено почётное звание «заслуженный профессор МФТИ» (2005),
- удостоен звания «Заслуженный работник высшей школы РФ» (2007),
- избран членом-корреспондентом Российской академии образования (1993).

Он награждён:
- Орден Почёта (1996).
- Премия Правительства Российской Федерации в области образования — за работу «Углублённая математическая подготовка студентов инженерно-физических и физико-технических специальностей университетов» — 2003 год — (совместно с Д. В. Беклемишевым, Е. С. Половинкиным, В. К. Романко, М. И. Шабуниным, В. С. Владимировым, С. М. Никольским)[3]
- Медаль К. Д. Ушинского (2001)[1].